# Lac Hugh
Pour les articles homonymes, voir Hugh.
Le lac Hugh est un plan d'eau douce traversé par la rivière Métabetchouane, dans le territoire non organisé de Lac-Croche, dans la municipalité régionale de comté (MRC) de La Jacques-Cartier, dans la région administrative de la Capitale-Nationale, dans la province de Québec, au Canada. Ce lac se situe dans la réserve faunique des Laurentides.
Le lac Hugh est desservie indirectement par la route 155 (reliant La Tuque et Chambord). La route forestière R0410 passe au nord du lac. Quelques routes forestières secondaires desservent cette zone pour les besoins de la foresterie et des activités récréotouristiques.
La foresterie constitue la principale activité économique du secteur; les activités récréotouristiques, en second.
La surface du lac Hugh est habituellement gelée du début de décembre à la fin mars, toutefois la circulation sécuritaire sur la glace se fait généralement de la mi-décembre à la mi-mars.

## Géographie
Les principaux bassins versants voisins du lac Hugh sont du côté nord le ruisseau Canuck, la rivière Métabetchouane, la rivière Métascouac et le lac Saint-Henri. Du côté est, on rencontre le Petit lac Métascouac, la rivière Métascouac, la rivière Métascouac Sud et la rivière Métabetchouane Est. Du côté sud, on voit la rivière Métabetchouane, la rivière de la Place et la rivière Métabetchouane Est. Finalement, du côté ouest, on rencontre le lac Ventadour.
Le lac Hugh comporte une longueur de 5,1 km, une largeur de 0,9 km et une altitude de 424 m. Ce lac est surtout alimenté par la décharge du lac Lavoie, rivière Métabetchouane, la décharge des lacs Rocand, Apollon et Esculape, la décharge du second lac Demuth et Demuth, la décharge du lac de la Douve. Ce lac comporte un rétrécissement en son milieu à cause d'une presqu’île rattachée à la rive sud qui s'étire vers le nord-ouest sur 0,5 km l’une de l’autre. La rivière Métabetchouane traverse ce lac sur vers le nord-ouest sur toute sa longueur.
L’embouchure du lac Hugh est située au fond à l’extrême nord-ouest du lac, soit à 6,2 km au sud du pont routier de la route forestière R0279 qui enjambe la rivière Métabetchouane, à 9,4 km à l’est du lac Ventadour, à 27,7 km au sud-est du Grand lac Bostonnais et à 21,1 km à l’est du chemin de fer du Canadien National.
À partir de l’embouchure du lac Hugh, le courant suit consécutivement le cours de la rivière Métabetchouane sur 116 km généralement vers le nord-ouest, jusqu'au lac Saint-Jean. Ensuite l'eau coule dans le lac sur 22,25 km vers le nord-est jusqu’à la petite Décharge. Finalement, le courant suit la rivière Saguenay via la Petite Décharge sur 172,3 km vers l’est jusqu’à Tadoussac où il conflue avec l’estuaire du Saint-Laurent.

## Toponymie
Le toponyme « lac Hugh » a été officialisé le 5 décembre 1968 par la Commission de toponymie du Québec.